# 京都市立成逸小学校
京都市立成逸小学校（きょうとしりつ せいいつしょうがっこう）は、京都市上京区にあった公立小学校。明治2年（1869年）に京都で設立された64の番組小学校の一つとして開校し、平成9年（1997年）に、京都市立桃薗西陣小学校、京都市立聚楽小学校と共に、京都市立西陣中央小学校に統合され、閉校した。

## 沿革
- 1869年（明治2年） - 上京第二番組小学校として開校[3]（開校日:10月16日[1]）
- 1875年（明治8年） - 校名を成逸に改称[3]
- 1901年（明治39年） - 下天神町650番地の1に移転[4]
- 1997年（平成9年）- 西陣中央小学校に統合され、閉校[3]
- 2004年（平成16年）4月 - 成逸小学校跡地に「京都市立北総合養護学校」（現・京都市立北総合支援学校）が開校[5]

## 成逸学区
成逸学区（せいいつがっく）は、京都市の学区（元学区）のひとつ。京都市上京区に位置する。明治初期に成立した地域区分である「番組」に起源を持ち、学区名の由来ともなるかつての成逸小学校の通学区域であり、今でも地域自治の単位となる地域区分である。
明治2年（1869年）の第二次町組改正により成立した上京第2番組に由来し、同年には、区域内に上京第2番組小学校（のち明治8年（1875年）に成逸小学校に校名を改称）が創立した。明治5年（1872年）には上京第1区、明治12年（1879年）には区が組となり上京第1組となった。学区制度により明治25年（1892年）には上京第1学区となった。
昭和4年（1929年）に、学区名が小学校名により改称され、上京第1学区から成逸学区となった。昭和17年（1942年）に京都市における学区制度は廃止されるが、現在も地域の名称、地域自治の単位として用いられている。

### 人口・世帯数
京都市内では、概ね元学区を単位として国勢統計区が設定されており、成逸学区の区域に設定されている国勢統計区（上京区第9国勢統計区）における令和2年（2020年）10月の人口・世帯数は2,894人、1,624世帯である。

### 地理
上京区の最北部に位置する学区であり、東側で室町学区、南側で西陣学区、西側で乾隆学区、北側で北区の紫野学区と接する。

### 成逸学区内の通り

#### 東西の通り
- 建勲通
- 鞍馬口通
- 上御霊前通
- 廬山寺通（蘆山寺通、芦山寺通）

#### 南北の通り
- 堀川通
- 大宮通
- 大宮通西裏（若宮通）

### 成逸学区の町名
- 瑞光院前町
- 天神北町
- 上天神町
- 下天神町
- 寺之内竪町
- 若宮横町
- 若宮竪町
- 筋違橋町
- 新ン町
- 北仲之町
- 仲之町
- 前之町
- 東千本町
- 西千本町
- 社突抜町
- 社横町
- 西若宮北半町
- 西若宮南半町
- 竪社北半町
- 竪社南半町
- 東若宮町
- 東社町
- 中社町
- 薬師前町
- 田畑町
- 扇町
- （下清蔵口町（一部）[11]）

## 周辺

### 成逸学区内の主な施設
- 水火天満宮
- 興聖寺 (京都市)
- 櫟谷七野神社

## 関連文献
- 『京都市の地名』平凡社〈日本歴史地名大系27〉、1979年。ISBN 4-582-49027-1。
- 「上京区成逸学区」『京都市学区大観』京都市学区調査会、1937年、28-29頁。doi:10.11501/1440637。
- “学区案内／成逸学区（せいいつ）”. 2023年10月21日閲覧。